# Parruca-Moschee

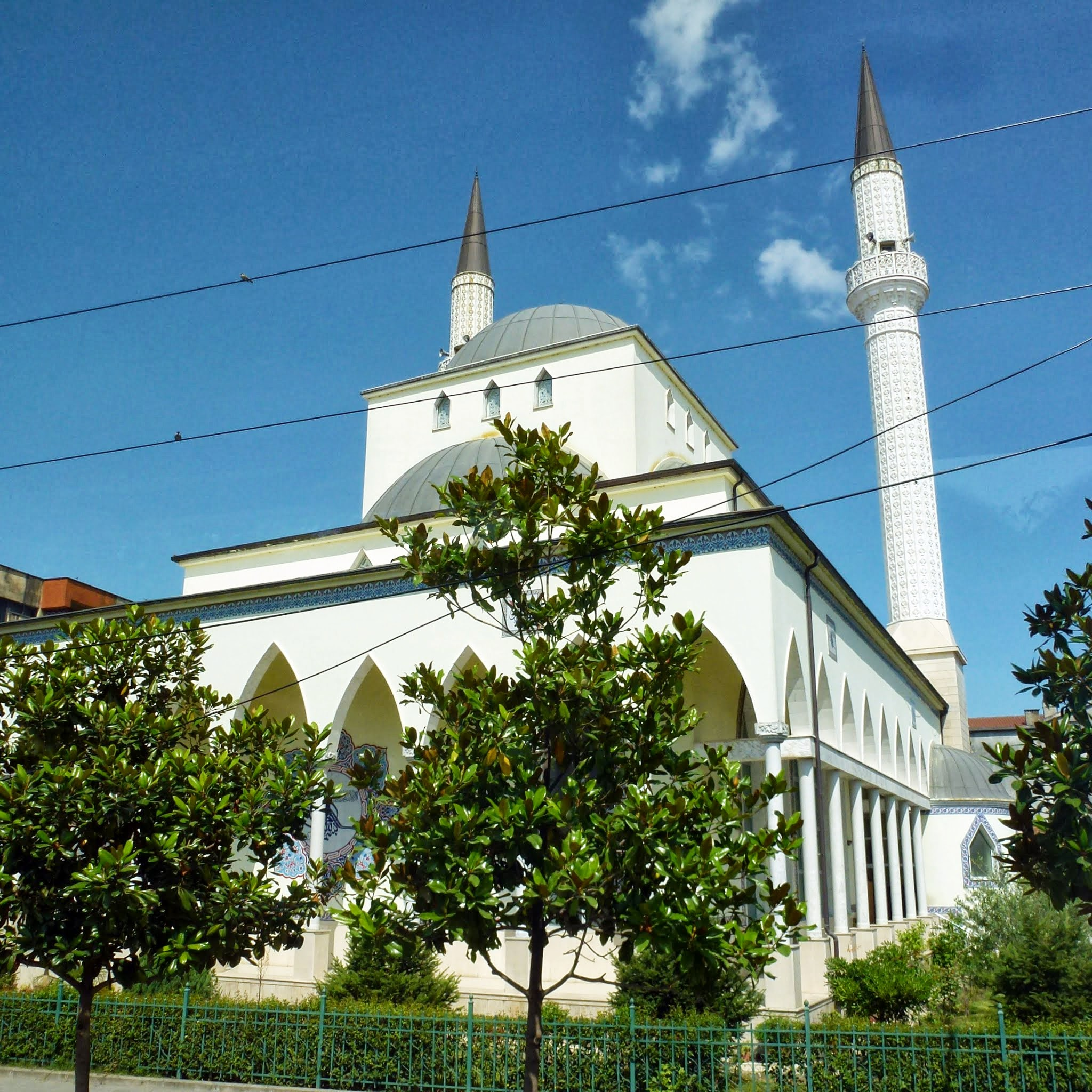
Der Hauptstraße zugewandte Rückseite der Moschee

Die Parruca-Moschee (albanisch Xhamia e Parrucës) ist eine rekonstruierte Moschee in der nordalbanischen Stadt Shkodra. Sie steht in der Innenstadt am Parruca-Platz in der Nähe des Rathauses und ist das zweitgrößte islamische Gotteshaus von Shkodra.

## Architektur

Inneres der Moschee

Die Parruca-Moschee hat zwei etwa 40 Meter hohe Minarette, die bei der Nordwestwand des Hauptgebäudes an den jeweiligen Ecken im Norden und Westen stehen. Das Hauptgebäude selber hat einen quadratischen Grundriss mit 15 Metern Seitenlänge. Nach Südwesten, Südosten und Nordosten schließt sich dem Hauptgebäude je ein Portikus an, der von mit Kapitellen geschmückten Säulen getragen wird. Die Arkatur der Portiken zeichnet sich durch überhöhte Spitzbögen aus.
Der Tambour zwischen quadratischem Baukörper und Kuppel ist ebenfalls quadratisch und wird auf allen Seiten von Halbkuppeln begrenzt. Unterhalb und oberhalb der Kuppeln befinden sich je drei giebelbogige Fenster, womit 24 kleine Fenster den Innenraum erhellen. Die Hauptkuppel selber hat einen Durchmesser von drei Metern und ist zwei Meter hoch. Sie wird von vier Rundbögen und vier flachen Zwickeln getragen, die wieder auf vier Säulen ruhen.
Der Innenraum ist mit hellen Farbmalereien ausgeschmückt. Um die Moschee liegen Rasenflächen, die bis zu den Gehsteigen der umliegenden Straßen reichen.

## Geschichte

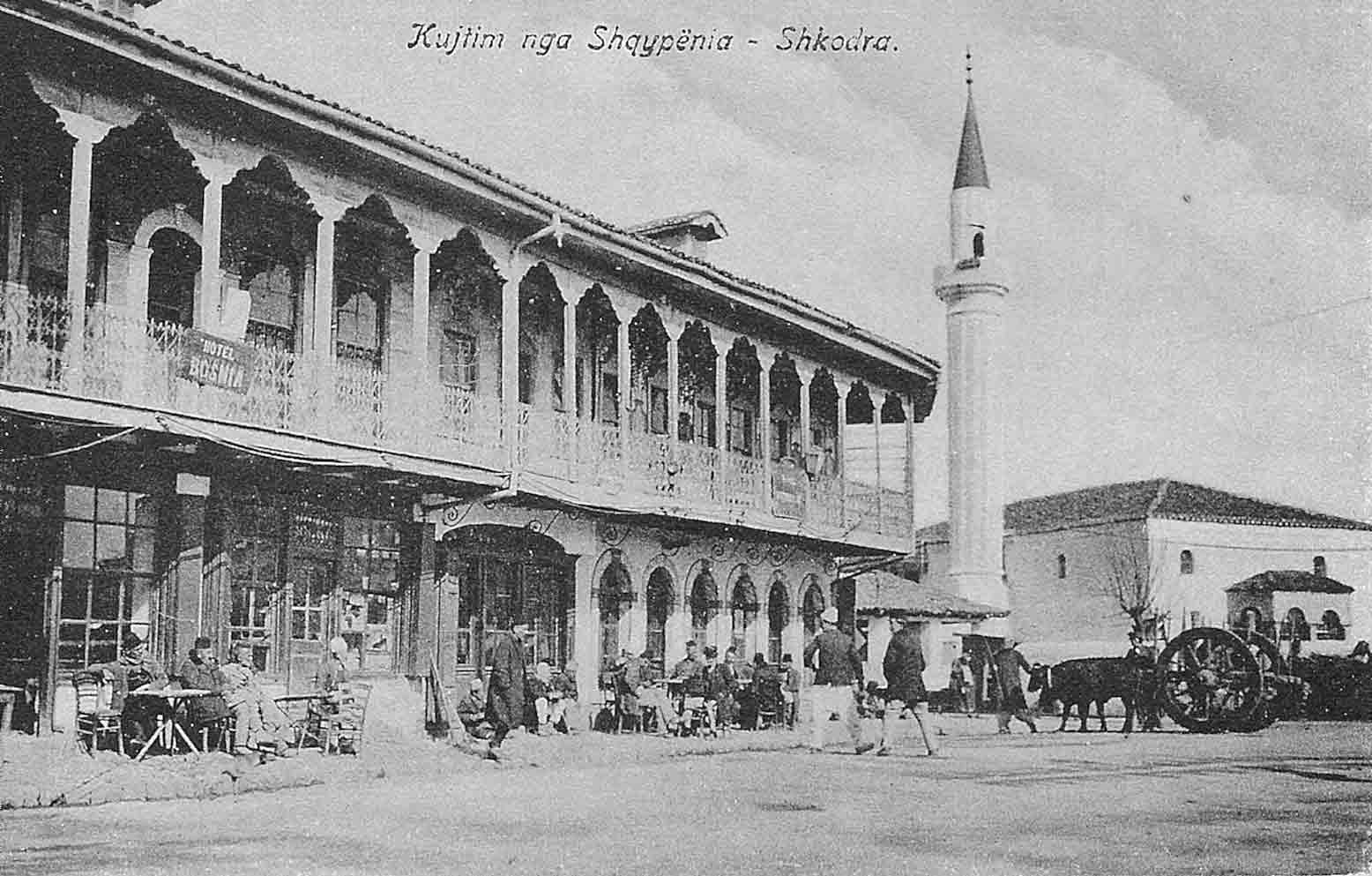
Der erste Vorgängerbau auf einer Postkarte von Kolë Idromeno (etwa 1910)

An der Stelle standen bereits zwei Vorgängerbauten. Der erste Bau wurde in der spät-osmanischen Zeit im 18. Jahrhundert errichtet und war von der lokalen Familie Juka gestiftet worden. Die damalige Alte Parruca-Moschee hatte ein Minarett und bestand aus einem viereckigen Gebetshaus mit Walmdach.
Mufti Salih Efendi (1891–1978) war schließlich Initiator des zweiten Vorgängerbaus, der größer und aufwendiger als die vorige Moschee werden sollte. Während seiner Amtszeit als Mufti der Stadt – die genauen Jahre sind unbekannt – wurde er von der albanischen Regierung und privaten Spendern unterstützt, um mit dem Neubau zu beginnen. Sadi Pashallari wurde als Ingenieur engagiert, für die Verzierung der Innenwände wurden italienische Meister beauftragt und die Holzeinrichtungen fertigten erfahrene Brüder an, die aus der Shkodraner Schreinerfamilie der Karini stammen. Shefqet Kraja, ein berühmter Kalligraf seiner Zeit, verzierte die beiden knapp 40 Meter hohen Minarette und den Mihrāb. Die Neue Parruca-Moschee – wie sie nun genannt wurde – war in ganz Albanien für ihre farbenreichen und aufwändig erstellten Ornamenten, sogenannten Arabesken, bekannt.
1967 jedoch wurde dieser Bau im Rahmen der kommunistischen Atheismus-Kampagne abgerissen. Muslimen und Christen wurde jegliche Religionsausübung verfassungsrechtlich verboten und viele historische Gotteshäuser fielen dieser Politik Enver Hoxhas zum Opfer, so auch die Neue Parruca-Moschee.
2006 wurde mit der Wiedererrichtung des zweiten historischen Vorgängers begonnen. Genau 40 Jahre nach Zerstörung der alten Moschee weihte man das neue Gebäude am 23. März 2007 ein.